# Lindärva socken
Lindärva socken i Västergötland ingick i Kinnefjärdings härad, uppgick 1969 i Lidköpings stad och området ingår sedan 1971 i Lidköpings kommun och motsvarar från 2016 Lindärva distrikt.
Socknens areal är 13,30 kvadratkilometer allt land. År 2000 fanns här 356 invånare. En del av tätorten Vinninga samt sockenkyrkan Lindärva kyrka ligger i socknen.

## Administrativ historik
Socknen har medeltida ursprung.
Vid kommunreformen 1862 övergick socknens ansvar för de kyrkliga frågorna till Lindärva församling och för de borgerliga frågorna bildades Lindärva landskommun. Landskommunen uppgick 1952 i Vinninga landskommun som 1969 uppgick i Lidköpings stad som 1971 ombildades till Lidköpings kommun. Församlingen uppgick 2006 i Sävare församling.
1 januari 2016 inrättades distriktet Lindärva, med samma omfattning som församlingen hade 1999/2000.  
Socknen har tillhört län, fögderier, tingslag och domsagor enligt vad som beskrivs i artikeln Kinnefjärdings härad. De indelta soldaterna tillhörde Västgöta-Dals regemente, Kållands kompani och Västgöta regemente, Livkompaniet.

## Geografi
Lindärva socken ligger nordväst om Skara. Socknen är en odlad slättbygd med skog i norr vid Brakelundsåsen.

## Fornlämningar
Boplatser, lösfynd och en hällkista från stenåldern är funna. Från järnåldern finns resta stenar.

## Namnet
Namnet skrevs 1402 Linnaärfwe och kommer från kyrkbyn. Efterleden innehåller ärve, 'arvegods'. Förleden kan innehålla mansnamnet Linne.